# Martin Stankowski

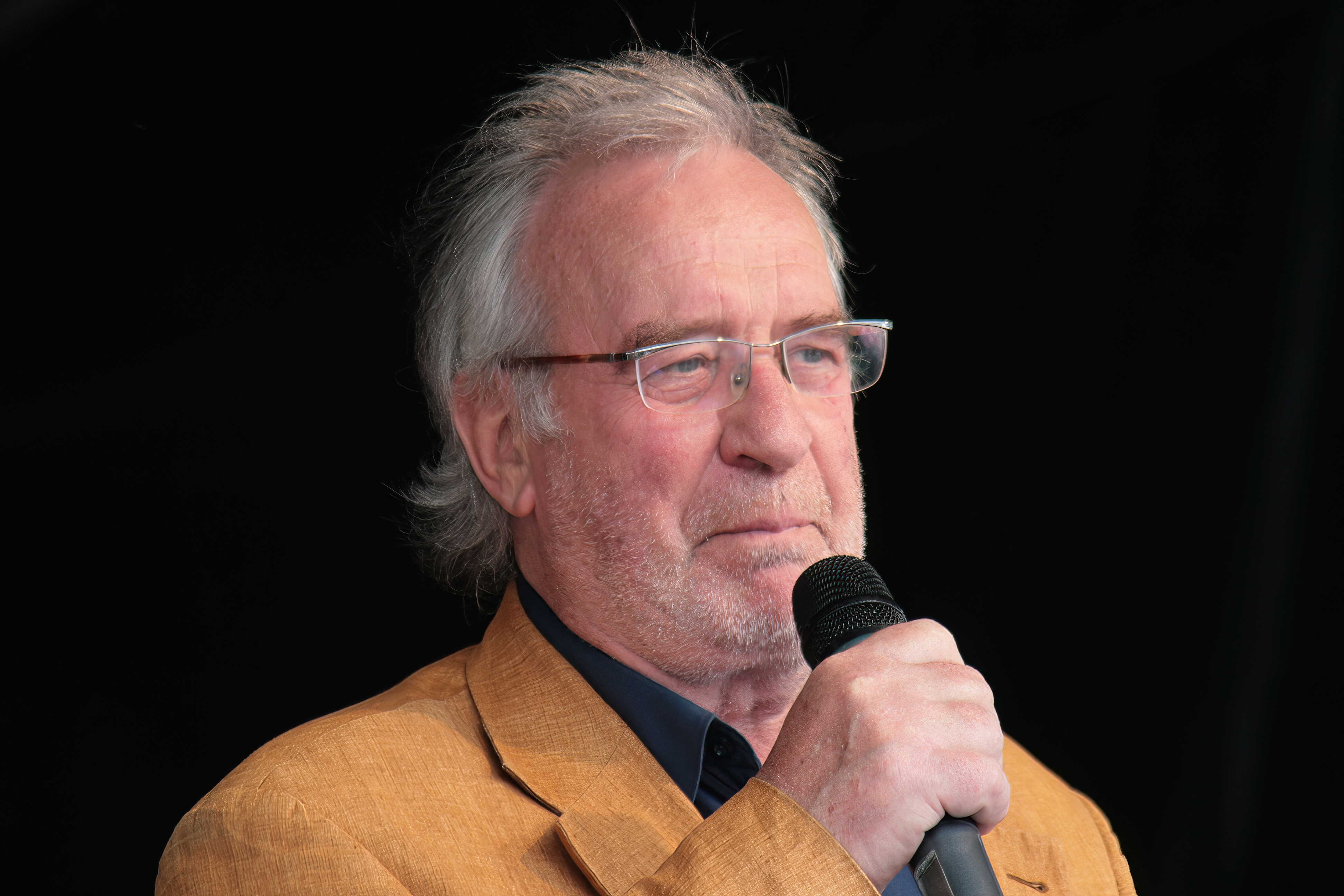
Martin Stankowski bei einer Veranstaltung in Köln (2010)

Martin Stankowski (* 1944 in Meschede) ist ein deutscher Publizist, Rundfunkautor, Geschichtenerzähler, Fremdenführer und Kabarettist.

## Leben
Seit Ende der 1960er Jahre lebt Martin Stankowski in Köln. Er studierte Germanistik und Theologie und promovierte 1974 an der Freien Universität Berlin im Fach Germanistik mit seiner Dissertation Die linkskatholische Presse in Deutschland nach 1945. In den 1960er Jahren war er Herausgeber der Zeitschrift Das große Wagnis des Quickborn-Jüngerenbundes im Bund der Deutschen Katholischen Jugend. Von 1968 bis 1974 gehörte er zu den Herausgebern der linkskatholischen Zeitschrift Kritischer Katholizismus. In den 1970er Jahren war er einer der Initiatoren der Bürgerinitiativenbewegung als Mittel der Gegenöffentlichkeit dienenden Stattzeitung Kölner VolksBlatt.
Er arbeitet als Journalist und Moderator überwiegend für den WDR und hat eine Reihe von Büchern veröffentlicht. Bekannt wurde Stankowski durch seine Exkursionen zu historischen und aktuellen Schauplätzen des Kölner Stadtgeschehens. Sein erstmals 1988/89 erschienenes zweibändiges Buch Köln – Der andere Stadtführer ist zum Klassiker geworden.
Auch Kabarettprogramme, die er zusammen mit Jürgen Becker und Rainer Pause produzierte, trugen zu seiner Popularität bei und sind teilweise in Buchform und als Tonträger veröffentlicht.
Stankowski war 1983 Mitbegründer des Köln Archiv, einer Sammlung über Protestbewegungen in Köln seit den 1960er Jahren, die im Historischen Archiv der Stadt Köln aufbewahrt war, nach dem Einsturz am 3. März 2009 aber zunächst als verschollen gilt. Bisweilen fällt Stankowski durch gezielte Provokationen auf, etwa als er die Wiedereinführung des Amtes eines Hundeschlägers forderte. 2017 war er Gesprächspartner in der WDR-Dokumentation Geheimnis Kölner Dom.

## Programme
- Biotop für Bekloppte
- Tschüss Bonn – Eine Rheinische Kaffeefahrt
- Unger Uns – Eine Archäologische Tiefenbohrung
 (Das Programm für das Martin Stankowski zusammen mit Jürgen Becker, Hermann Josef Beck und Wolfgang Jägers mit der Morenhovener Lupe ausgezeichnet wurde.)[5]
- Tod im Rheinland[6]
- Der Rhein. Der Rest ist Ufer
- Völker zum Rhein, zum Rhein[7]

## Veröffentlichungen (Auswahl)
- Der Löwe von Köln. Martin Stankowski erzählt Kölner Legenden und Geschichten (= Sagenhafte Vergangenheit. Bd. 4). Alano, Aachen 1987, ISBN 3-924007-31-4.
- Köln. Der Andere Stadtführer (m. Unterstützung v. Irene Franken u. Heinz Marx). Bd. 1: Altstadt/Innenstadt/Dom. Bd. 2: Neustadt/Südstadt/Ringe/Rhein/Deutz. Volksblatt Verlag, Köln 1988/89, ISBN 3-923243-87-1

- Viktor Böll (Hrsg.): Heinrich Böll und Köln (= KiWi 336). Mit einer Wanderung durch Heinrich Bölls Köln von Martin Stankowski. Kiepenheuer und Witsch, Köln 1994, ISBN 3-462-02321-7.
- gemeinsam mit Jürgen Becker: Biotop für Bekloppte. Ein Lesebuch für Immis und Heimathirsche (= KiWi 369). Kiepenheuer und Witsch, Köln 1995, ISBN 3-462-02423-X.
- gemeinsam mit Rainer Pause: Tod im Rheinland. Eine bunte Knochenlese (= KiWi 392). Letzte Worte von Carmen Thomas. Herausgegeben von Rainer Osnowski. Kiepenheuer und Witsch, Köln 1995, ISBN 3-462-02473-6 (Neue, vollständig überarbeitete Auflage. Letzte Worte von Elke Heidenreich. ebenda 2004, ISBN 3-462-03572-X; als CD, aufgenommen am 6./7. November 2004 in der Trauerhalle des Kölner Friedhof Melaten. WortArt, Köln 2005, ISBN 3-7857-3034-9).
- gemeinsam mit Ulrike Puvogel: Gedenkstätten für die Opfer des Nationalsozialismus. Baden-Württemberg, Bayern, Bremen, Hamburg, Hessen, Niedersachsen, Nordrhein-Westfalen, Rheinland-Pfalz, Saarland, Schleswig-Holstein (= Gedenkstätten für die Opfer des Nationalsozialismus. Band 1). 2., überarbeitete und erweiterte Auflage. Bundeszentrale für Politische Bildung, Bonn 1995, ISBN 3-89331-208-0.
- Einen Türken bauen. Geschichten über Alltagsrituale und Redensarten (= Der grüne Zweig 198). Pieper und the Grüne Kraft MedienXperimente, Löhrbach 1999, ISBN 3-925817-98-0.
- gemeinsam mit Inge Wozelka: Köln. Eine lebendige Stadtgeschichte. Kiepenheuer und Witsch, Köln 2000, ISBN 3-462-03500-2.
- gemeinsam mit Petra Metzger: Köln. Der andere Stadtführer. KiWi, Köln 2003, ISBN 3-462-03534-7.
- Kleine Geschichte Kölns. Von den Römern bis zur Neuzeit. KiWi, Köln 2004, ISBN 3-462-03550-9.
- Der andere Rheinreiseführer Links + Rechts. Vom Kölner Dom bis zur Loreley. KiWi, Köln 2005, ISBN 3-462-03573-8.
- Wir Rheinländer von A–Z. Ein Lexikon. KiWi, Köln 2006, ISBN 3-462-03597-5 (Zur Dauerausstellung „Wir Rheinländer“ im Rheinischen Freilichtmuseum Kommern).
- gemeinsam mit Jürgen Becker und Franz Meurer: Von wegen nix zu machen. Werkzeugkiste für Weltverbesserer (= KiWi 989). Kiepenheuer & Witsch, Köln 2007, ISBN 978-3-462-03795-1.

## Auszeichnungen
- KölnLiteraturPreis (1996)[8]
- Kölsch Kultur-Preis (1999)[8]
- Morenhovener Lupe (2001)[9]
- Horst-Konejung-Preis (2009)
- Severinsbürgerpreis (2013)[10]

## Engagement
Stankowski ist u. a. Mitglied des Bürgerkomitees alternative Ehrenbürgerschaft, das in Köln die "Alternative Kölner Ehrenbürgerschaft" vergibt.